# Države Brazila
Brazil je podijeljen na 27 federalnih jedinica, 26 država i Federalni (ili savezni) distrikt, u kojem se nalazi glavni grad Brasilia.
| Savezne države | Savezne države |  |
| --- | --- |  |
| 1. Acre (AC) 2. Alagoas (AL) 3. Amapá (AP) 4. Amazonas (AM) 5. Bahia (BA) 6. Ceará (CE) 7. Espírito Santo (ES) 8. Goiás (GO) 9. Maranhão (MA) 10. Mato Grosso (MT) 11. Mato Grosso do Sul (MS) 12. Minas Gerais (MG) 13. Pará (PA) | 1. Paraíba (PB) 2. Paraná (PR) 3. Pernambuco (PE) 4. Piauí (PI) 5. Rio de Janeiro (RJ) 6. Rio Grande do Norte (RN) 7. Rio Grande do Sul (RS) 8. Rondônia (RO) 9. Roraima (RR) 10. Santa Catarina (SC) 11. São Paulo (SP) 12. Sergipe (SE) 13. Tocantins (TO) |  |
| Distrikt | |  |
| 1. Brazilski federalni distrikt | |  |

## Povijest Brazilskih država

### 1534. godine: Naslijedne Kapetanije (Capitanias Hereditárias)
Brazil je prvobitno bio podijeljen na nasljedne kapetanije, koje su služile za lakše naseljavanje. Postojalo je 14 kapetanija kojima je vladalo 12 donova. Tadašnji kralj Portugala, João III, je ove kapetanije podijelio među potrugalskim velikanima, od kojih većina nije nikada ni došla u Brazil.

### 1573. godine: Dvije države
Vremenom, neuspjeli sustav podjele na kapetanije, kondenzirao je posjede u dvije države, državu Maranhão i državu Brazil.

### 1647. godine: Nizozemska invazija na Brazil
Pogledajte nizozemsku invaziju u narančastoj boji, u punom obimu.

### 1750. godine: Madridski ugovor
Trenutak kada Španjolska ne priznaje Ugovor iz Tordesillasa i dogovara nove granice s Portugalom u skladu s područjima koja su svaka istražila

### 1789. godine: Pobunjene provincije
1789. godine u tadašnjoj kapetaniji Minas Gerais je podignut ustanak protih portugalske vlasti. Tadašnji kapetan Luís da Cunha Meneses, odbio je davati porez porez portugalskoj kruni u iznosu od 1500 kilograma zlata godišnje, poslije čega je u ustanku kreirana prva slobodna republika u Brazilu, Minas Gerais. Ubrzo nakon toga, a zaključno s 18. travnjem 1792. godine, portugalska kruna je povratila vlast i u Minas Geraisu.

### 1817. godine: Kraljevina Brazil
Tijekom Napoleonskih ratova 1808. godine, Portugalsko Carstvo premjestilo je svoj glavni grad u Rio de Janeiro, stvarajući 1815. Ujedinjeno Kraljevstvo Portugala, Brazila i Algarvea, a svima njima izravno je upravljao kralj.

### 1889. godine: Države republike Brazil
Južni dio provincije São Paulo je odvojen od São Paula, 1853. godine, kao kazna za sudjelovanje São Paula u pobuni protiv carevine koja se dogodila 1842. godine. Južni dio provincije je nova provincija Paraná.

### 1943. godine: Drugi svjetski rat
Po ulasku Brazila u Drugi svjetski rat, vlada je odlučila da određene pogranične cjeline pretvori u provincije i da vlada direktno njima. U pitanju su provincije: Amapá, Rio Branco, Acre, Guaporé, Ponta Porã, Iguaçu i otočje Fernando de Noronha. Prve četiri su, poslije rata postale države, s tim što je Rio Branco preimenovan u Roraima, a Guaporé u Rondônia,  kao hommage maršalu Rondôniu. Ponta Porã i Iguaçu su se vratili u prvobitno stanje, a otočje Fernando de Noronha je ponovno priključeno državi Pernambuco, 1988. godine.

### 1990. godine: Trenutne države i Federacija
1960. godine, četverokutni teritorij unutar države Goiás, je dodijeljena za izgradnju novog glavnog grada Brasílije i federalnog distrikta. Paralelno s tim, rasformiran je postojeći distrikt i od njega stvorena država Guanabara, koja sadrži samo grad Rio de Janeiro i okolinu, da bi 1975. godine ova država bila inkorporirana u državu Rio de Janeiro, a istoimeni grad je postao njen glavni grad. 1977. godine, južni dio države Mato Grosso, je postao posebna država Mato Grosso do Sul, s glavnim gradom Campo Grande. 1988. godine, sjeverni dio države Goiás, je postao posebna federalna jedinica Tocantins, s glavnim gradom Palmas.

## Poveznice
- Brazil
- Zastave brazilskih država

## Vanjske poveznice
- Karta Brazila
- Brazilske općine (na portugalskom)